# أوركيمن
أُوركيمن هي أكلة مغربية موسمية ترتبط بمناسبة محددة وهي الاحتفال بالسنة الأمازيغية id yanayr وتختلف أسماؤها حسب المناطق وتعرف كذلك بـ «انبوبرن» inbobarn.

## أصل التسمية
" أوركيمن " من "ايركم " irkm" التي تعني تجاوزا الترقيد، أي ترقيد وترطيب الحبوب المستعملة في هذه الأكلة في الماء حتى ترطب ويسهل طهيها.

## مكونات الطبق
تحتوي هذه الأكلة على سبعة أنواع من الحبوب (حبوب الذرة، حبات القمح، الحمص اللوبيا، العدس، الفول اليابس، قليل من الارز).
ومن المكونات الأساسية لهذه الأكلة كذلك «* كرعين الغنم» «تيفنزا (بالأمازيغية)» ولفتة واحدة وجزرة
وقليل من البصل والطماطم وقليل من البهارات «البزار والكمون والملح».

## طريقة الطهي
تؤخذ المواد المرقدة سابقا (الحمص والذرة) يضاف إليها الكرعين والبصل والماء والثوم ثم توضع في إناء الطهي «طافنة واناس» أو ما يسمى «البرمة د النحاس» أو أي إناء آخر وتطهى نصف الطهي
ثم يضاف إليها اللوبيا والفول والعدس، وفي المرحلة الأخيرة نضيف جزرة ولفتة واحدة مع قليل من الأرز
والبلبولة حتى يعقد الخليط مع قليل من البهارات «البزار ـ الكامون» والزيت، ومدة الطهي إجمالا «ساعة ونصف إلى ساعتين».